# Saison 1 de Star Trek: Strange New Worlds
 (mai 2023).
Si vous disposez d'ouvrages ou d'articles de référence ou si vous connaissez des sites web de qualité traitant du thème abordé ici, merci de compléter l'article en donnant les références utiles à sa vérifiabilité et en les liant à la section « Notes et références ».
Chronologie
Saison 2 de Star Trek: Discovery Saison 2 de Star Trek: Strange New Worlds
Cet article présente les épisodes de la première saison de la série télévisée américaine Star Trek: Strange New Worlds.

## Synopsis
Six ans avant que James Tiberius Kirk prenne le commandement de l'USS Enterprise — et quelques mois après la bataille contre « le Contrôle », l'intelligence artificielle renégate de la Section 31 — le capitaine Christopher Pike et son équipage explorent la galaxie à la recherche de nouveaux mondes.

## Distribution
Sauf indication contraire, les informations mentionnées dans cette section peuvent être confirmées par la base de données cinématographiques IMDb,  présente dans la section « Liens externes ».

### Acteurs principaux
- Anson Mount (VF : Laurent Mantel) : Capitaine Christopher Pike, commandant de l'USS Enterprise.
- Rebecca Romijn (VF : Vanina Pradier) : Numéro un, lieutenant Una Chin-Riley, commandant en second de l'USS Enterprise
- Ethan Peck (VF : Sylvain Agaësse) : Lieutenant Spock, officier scientifique de l'USS Enterprise.
- Christina Chong (VF : Christine Braconnier) : Lieutenant La'an Noonien-Singh, cheffe de la sécurité de l'USS Enterprise.
- Celia Rose Gooding (VF : Amélia Ewu) : Cadette Nyota Uhura, officier de communication de l'USS Enterprise
- Melissa Navia (VF : Déborah Claude) : Lieutenant Erica Ortegas, pilote de l'USS Enterprise
- Babs Olusanmokun (VF : Rody Benghezala) : Docteur M’Benga, médecin en chef de l'USS Enterprise
- Jess Bush (VF : Véronique Picciotto) : Christine Chapel, infirmière en chef de l'USS Enterprise.
- Bruce Horak (VF : Guy Chapellier) : Lieutenant Hemmer, Andorien Aenar ingénieur en chef de l'USS Enterprise

### Acteurs récurrents
- Dan Jeannotte (VF : Cédric Dumond) : Lieutenant George Samuel 'Sam' Kirk, exobiologiste de l'USS Enterprise
- André Dae Kim : Lieutenant Kyle, officier de téléportation de l'USS Enterprise
- Gia Sandhu (VF : Audrey Sourdive) : T'Pring
- Adrian Holmes (VF : Günther Germain) : Amiral de la Flotte Robert April

### Invités
- Melanie Scrofano : Capitaine Batel
- Paul Wesley : capitaine James T. Kirk, commandant de l'USS Farragut

 Source et légende : version française (VF) sur RS Doublage

## Liste des épisodes
Les titres en français sont ceux fournis par Amazon Prime Video sur le site officiel de la série.

### Épisode 1:Strange New Worlds
- États-Unis /  Canada /  Québec : 5 mai 2022 sur CBS
- France : 5 mai 2022 sur Paramount+

### Épisode 2:Les Enfants de la comète
- États-Unis /  Canada /  Québec : 12 mai 2022 sur CBS
- France : 12 mai 2022 sur Paramount+

### Épisode 3:Les Fantômes d'Illyria
- États-Unis /  Canada /  Québec : 19 mai 2022 sur CBS
- France : 19 mai 2022 sur Paramount+

### Épisode 4:Memento Mori
- États-Unis /  Canada /  Québec : 26 mai 2022 sur CBS
- France : 26 mai 2022 sur Paramount+

### Épisode 5:Spock hors contrôle
- États-Unis /  Canada /  Québec : 2 juin 2022 sur CBS
- France : 2 juin 2022 sur Paramount+

### Épisode 6:Élève-nous là où la souffrance ne peut nous atteindre
- États-Unis /  Canada /  Québec : 9 juin 2022 sur CBS
- France : 9 juin 2022 sur Paramount+

- Lindy Booth (Alora)
- Ian Ho (Premier Serviteur)
- Husein Madhavji (Elder Gamal)

### Épisode 7:Le Serene Squall
- États-Unis /  Canada /  Québec : 16 juin 2022 sur CBS
- France : 16 juin 2022 sur Paramount+

### Épisode 8:Le Royaume d'Elysian
- États-Unis /  Canada /  Québec : 23 juin 2022 sur CBS
- France : 23 juin 2022 sur Paramount+

### Épisode 9:Tous ceux qui errent
- États-Unis /  Canada /  Québec : 30 juin 2022 sur CBS
- France : 30 juin 2022 sur Paramount+

### Épisode 10:Le Caractère de la clémence
- États-Unis /  Canada /  Québec : 7 juillet 2022 sur CBS
- France : 7 juillet 2022 sur Paramount+

- Paul Wesley (Captaine James T. Kirk)
- Matthew MacFadzean (Commandeur romulien)
- Mathieu Bourassa (Subcommandeur romulien)
- Rong Fu (Jenna Mitchell)
- Ali Hassan (Commandeur Hansen Al-Salah)
- Chris River (Maat Al-Salah)

- Les événements se déroulant dans le futur sont tirés de l' épisode " Zone de terreur " de la série originale. Les différences entre Pike et Kirk sont mises en évidence ; tandis que la préférence de Pike pour la paix et le respect mutuel finit par gagner l'admiration du commandant romulien, la tentative pacifique de négocier avec les Romuliens, qui voient le geste comme un acte de faiblesse et déterminent que la Fédération est également faible, a provoqué le redémarrage de la guerre ouverte avec le Romuliens, et c'est finalement l'impétuosité, la ruse et la chance du Kirk du futur alternatif qui ont à peine sauvé l'Enterprise alternative ; sa qualité est supposée être ce qui a empêché une guerre ouverte avec les Romuliens dans la chronologie originale.
- On remarque également que le capitaine James T. Kirk est joué par Paul Wesley avec sa même voix de doublage (Stéphane Pouplard) que dans Vampire Diaries où il joue le rôle de Stefan Salvatore, et que son frère Sam Kirk est doublé par la même voix française que celle de Damon Salvatore dans Vampire Diaries (Cédric Dumond).